# 特伯爾

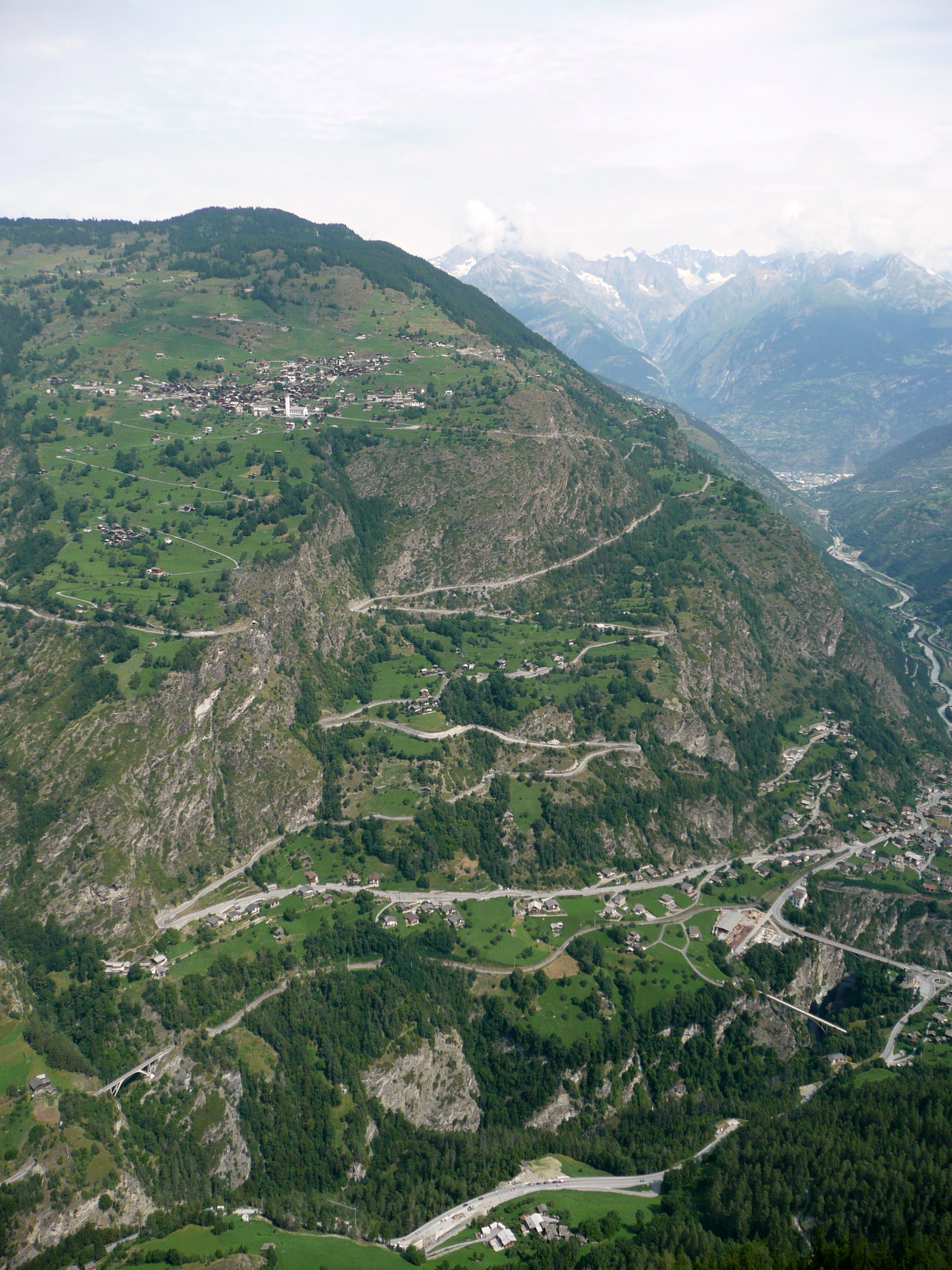

特伯爾是瑞士的城鎮，位於該國南部，由瓦萊州負責管轄，面積17.59平方公里，海拔高度1,502米，2011年人口508，九成半人口信奉羅馬天主教，人口密度每平方公里29人。

## 外部連結
- Official website （页面存档备份，存于） （德文）